# Extrato bruto
Extrato bruto é uma preparação concentrada de fluidos ou partes sólidas liquidificadas de tecidos vegetais ou animais com o qual se fará análise ou preparação com finalidades farmacêuticas. Desta preparação se faz a remoção dos componentes ativos da droga com solventes adequados, evaporando todo ou quase todo o solvente, e ajustando a massa residual ou em pó com padrões estabelecidos.